# مارلیانا
مارلیانا (به ایتالیایی: Marliana) یک کومونه در ایتالیا است که در استان پیستویا واقع شده‌است.

## خصوصیات
مارلیانا ۴۳٫۰ کیلومترمربع مساحت و ۳٬۱۴۲ نفر جمعیت دارد و ۴۶۹ متر بالاتر از سطح دریا واقع شده‌است.